# Campanário (Minas Gerais)
Campanário es un municipio brasileño del estado de Minas Gerais. Se localiza a una latitud 18º14'19" sur y a una longitud 41º44'54" oeste, a una altitud de 268 metros. Su población estimada en 2004 era de 3.538 habitantes. Se encuentra en el Valle del Mucuri, estando a 84 km de Gobernador Valadares y a 54 km de Teófilo Otoni.
Posee un área de 442,82 km². 